# عمار البیکات
عمار البیکات (به عربی: عمار البیکات) یک منطقهٔ مسکونی در لبنان است که در شهرستان عکار واقع شده‌است. عمار البیکات ۳٫۸۳ کیلومتر مربع مساحت و ۵۱۲ نفر جمعیت دارد و ۳۱۰ متر بالاتر از سطح دریا واقع شده‌است.